# Oni (stad)
Oni (Georgisch: ონი) is een stad in het noorden van Georgië met ongeveer 2500 inwoners (2024), gelegen in de regio Ratsja-Letsjchoemi en Kvemo Svaneti. Het is het bestuurlijk centrum van de gelijknamige gemeente . Oni is gesitueerd aan de rivier Rioni en tussen subgebergtes van de Grote Kaukasus en ligt hemelsbreed ongeveer 150 kilometer ten noordwesten van Tbilisi. Oni was een belangrijk centrum van Georgische joden en kent de derde grootste synagoge van het land.

## Geschiedenis
Het gebied waar de stad Oni ligt was al in de bronstijd bewoond, zo laten archeologische vondsten zien die in het lokale museum te zien zijn. Ook zijn er munten gevonden van de Colchiscultuur uit de 6e-3e eeuw voor Christus. Het jaar van oprichting van Oni is niet bekend, maar de eerste schriftelijke verwijzingen komen uit de 15e eeuw. Na het uiteenvallen van het Koninkrijk Georgië in diezelfde eeuw kwam Oni en het Hertogdom Ratsja in het Koninkrijk Imeretië te liggen. Oni werd de hoofdstad van de vazalstaat Ratsja.
In 1810 volgde de annexatie van Imeretië door het Russische Rijk, en werd Oni de hoofdstad van de Oejezd Ratsja binnen het Gouvernement Koetais waardoor het in 1846 stadsrechten verkreeg. In 1888 werd Ratsja vervolgens onderverdeeld in de Ambrolaoeri en Oni districten. Sindsdien is Oni de hoofdstad gebleven van opeenvolgende bestuurseenheden.

### Joodse gemeenschap

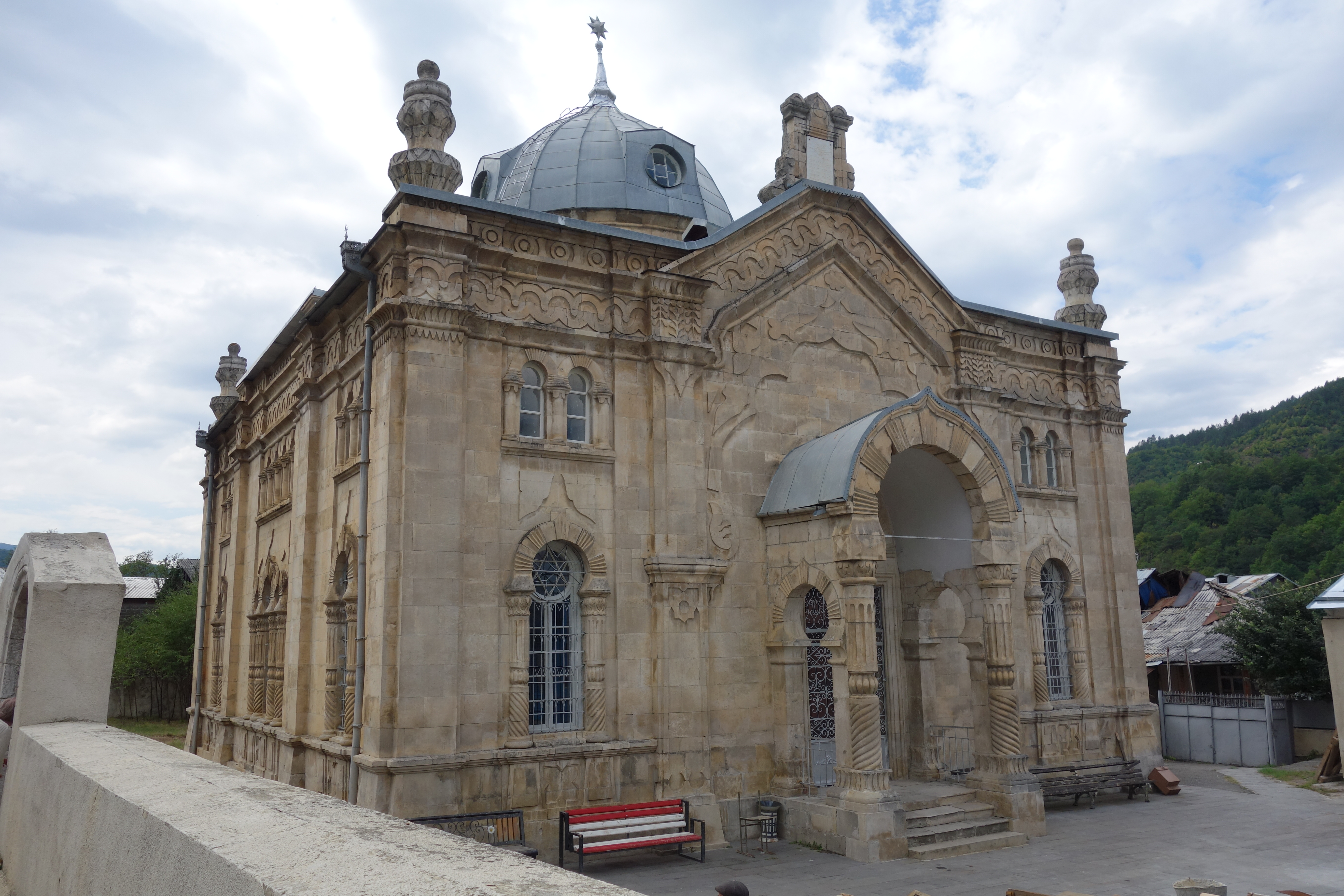
Oni Synagoge

Oni is lange tijd een van de belangrijkste centra van Georgische Joden geweest. Op het hoogtepunt was de gemeenschap naar zeggen ongeveer 3.500 mensen groot. Volgens de volkstellingen van de periode 1920-1970 woonden er rond de 1.100-1.200 joden in Oni.
De migratie naar met name Israël begon vanaf 1968 toen de Sovjet-Unie begon met toestemming te verlenen voor emigratie. Onder Buitenlandminister Edoeard Sjevardnadze werd dit makkelijker gemaakt, waardoor de uittocht eind jaren 1980 versnelde. Begin jaren 1990 waren de meeste joden uit Oni vertrokken, vooral naar Beër Sjeva in de Negev woestijn van Israël. Deze stad heeft sindsdien een stedenband met Oni.
De synagoge in Oni is de derde grootste in Georgië, en werd na een bouwperiode van 4 jaar in 1895 geopend. De synagoge is geïnspireerd op de Grote Synagoge in Warschau (Polen). De rabbi van Oni zag deze synagoge tijdens een studie in Warschau en wilde een dergelijke synagoge ook in Oni. Hij liet een Pools ontwerp maken in eclectische stijl dat ook referenties heeft naar synagogen in Tykocin en Krakau. Het werd gebouwd door Griekse arbeiders met gebruik van kalksteen en rots. Anno 2021 is de joodse gemeenschap in Oni nog slechts 12 mensen groot en kost het moeite de synagoge open te houden. Er worden alleen diensten gehouden als de opkomst minimaal 10 is.

## Geografie
Oni ligt bij de samenvloeiing van de rivier Dzjedzjora met de Rioni en strekt zich uit over een lengte van 3,5 kilometer op de linkeroever van de Rioni. De stad wordt omgeven door bergen en ligt op ongeveer 800 meter boven zeeniveau. De Dzjedzjora, die in Zuid-Ossetië ontspringt, vormt de scheiding tussen het Ratsjagebergte en het Sjoda-Kedelagebergte, terwijl de Rioni ten noorden van Oni via een nauwe kloof het Sjoda-Kedelagebergte in tweeën snijdt. De bergen in de directe omgeving van Oni reiken tot ongeveer 2.000 meter boven zeeniveau.
Het Ratsjagebergte is een aardbevingsgevoelig gebied. Op 29 april 1991 werd Oni flink beschadigd door de zwaarste aardbeving in dit deel van de Kaukasus ooit gemeten, met een kracht van 7,0 op de schaal van Richter.

## Demografie
Begin 2024 had Oni 2.498 inwoners, een daling van ruim 6% ten opzichte van de volkstelling in 2014. De bevolking van Oni is vrijwel mono-etnisch Georgisch, en bestaat behoudens een tiental joden geheel uit volgers van de Georgisch-Orthodoxe Kerk. Oni had ooit een van de grootste Joodse gemeenschappen in Georgië. De emigratie naar met name Israël begon rond 1970 en duurde tot 1992. In 1897 bestond de helft van de 1.255 inwoners in Oni uit joden (605), in latere decennia was dit volgens volkstellingen vrij stabiel rond 1.100-1.200.
| Aantal                                                           | 1.255 | 2.699 | 3.684 | 4.385 | 6.149 | 6.174 | 5.481 | 3.342 | 2.656 | 2.579 | 2.498 |
| Verantwoording data: Bevolkingsstatistiek Georgië 1897 tot heden |       |       |       |       |       |       |       |       |       |       |       |

## Bezienswaardigheden

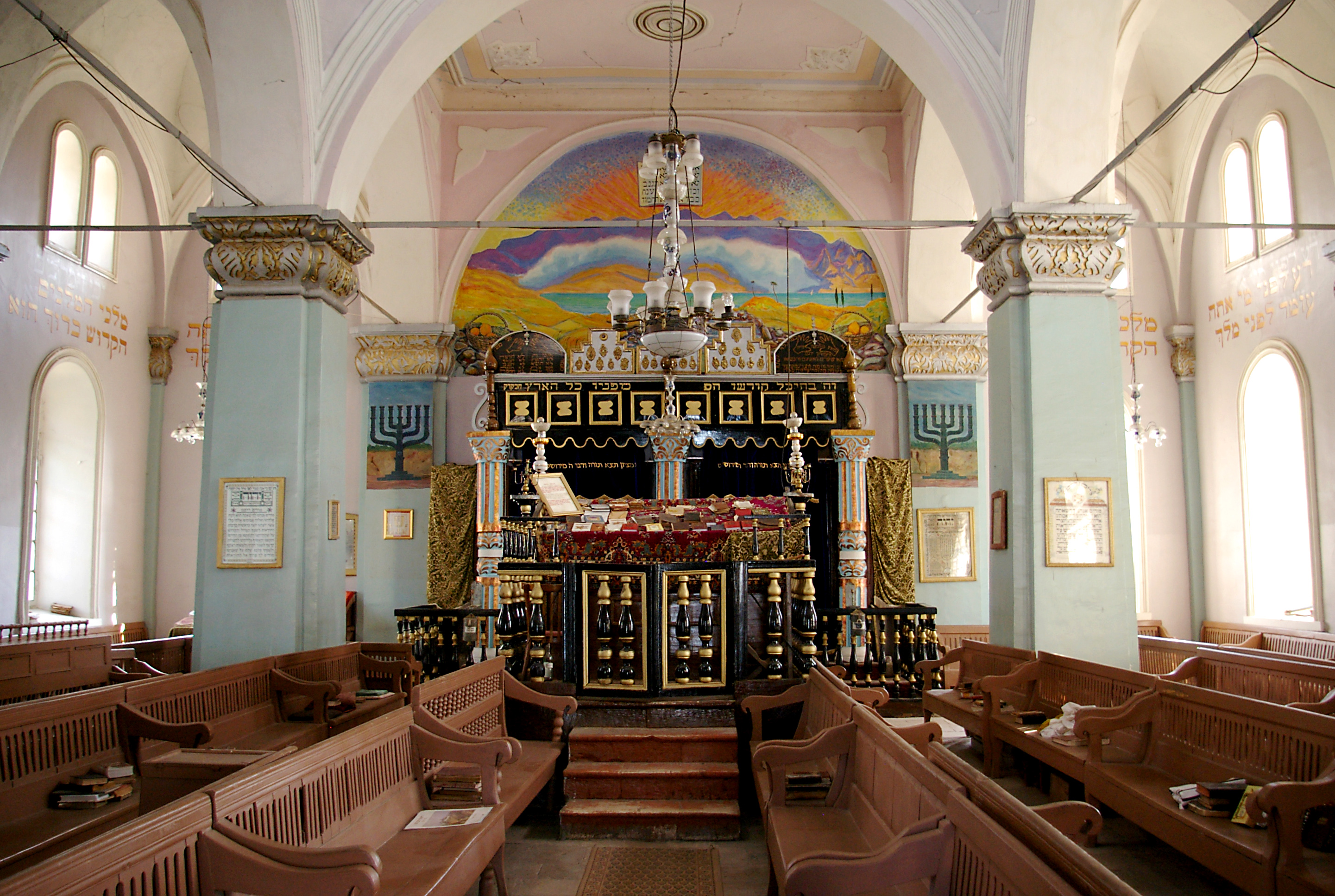
Interieur synagoge

In Oni zijn enkele culturele bezienswaardigheden:
- Synagoge uit 1895, een van de grootste in Georgië.[6]
- Ratsja Regionaal Museum.[2]

## Vervoer

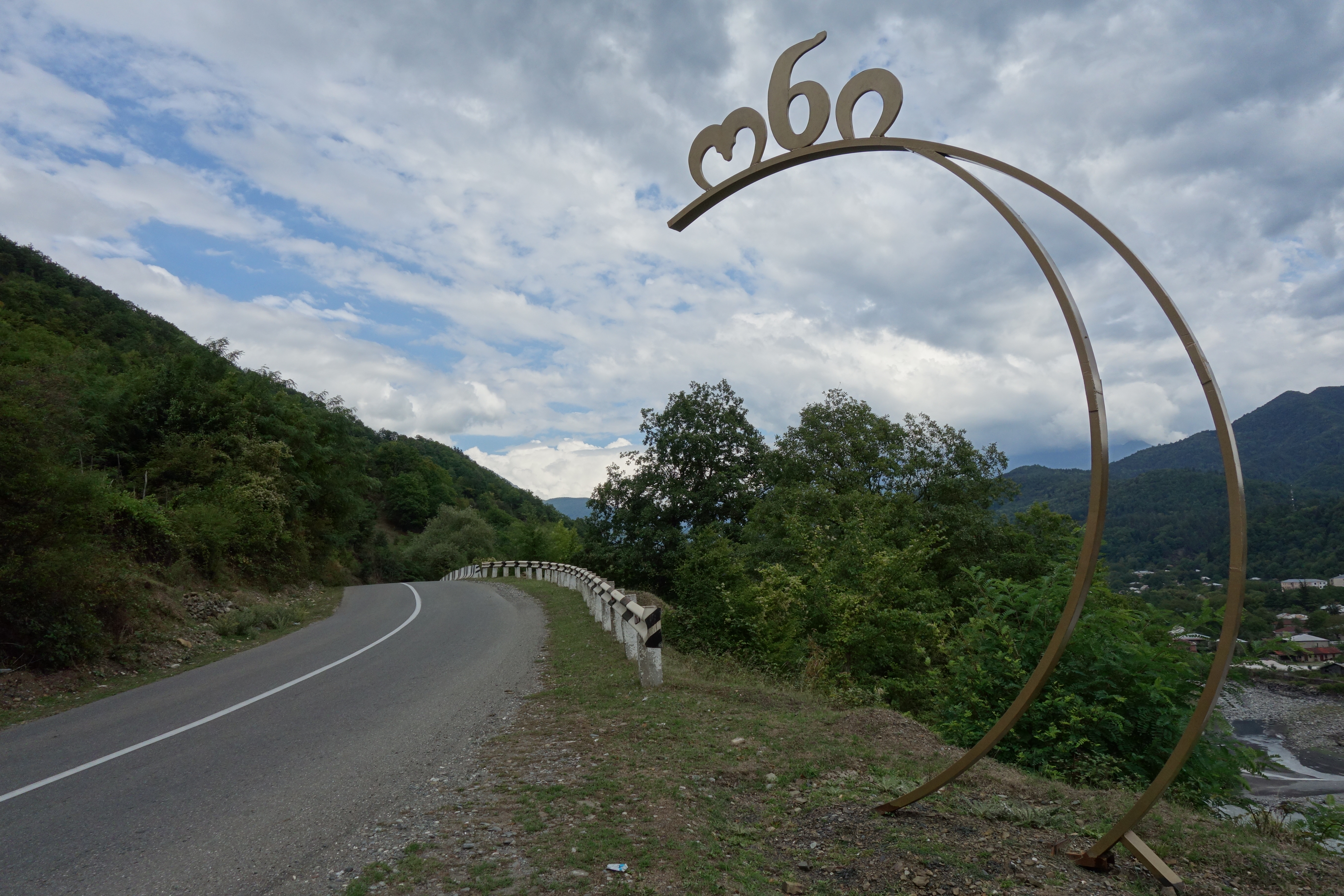
De 'Osseetse Militaire Weg' passeert Oni langs de Rioni.

Oni is verbonden met de rest van Georgië via de nationale route Sh16, vroeger bekend als de 'Osseetse Militaire Weg' tussen Koetaisi en het Russische Alagir (Noord-Ossetië). Deze weg, die de Rioni rivierkloof volgt, is tevens de enige verbinding met de noordelijk gelegen dorpen van de gemeente. In 2020 werd de regio getroffen door een stortvloed door de Rioni rivier, wat grote delen van deze weg wegsloeg, en dorpen in de bovenstroom voor weken isoleerde.

## Stedenbanden
Oni heeft stedenbanden met:
- Beër Sjeva, Israël (sinds 2000)[16]
- Kazlų Rūda, Litouwen (sinds 2014)[17]
- Rzgów, Polen (sinds 2022)[18]

## Geboren
- Amiran Schiëreli (1941-2019), voormalig basketbalspeler, die uitkwam voor de Sovjet-Unie.